# Турино (Тульская область)
Турино — село в сельском поселении Демидовское Заокского района Тульской области.

## География
Располагается на речке Вепрейке. Расстояние от Тулы — 24 км, Алексина — 25 км, железнодорожной станцией Шульгино — 4, 5 км.

## Инфраструктура
К селу подходит асфальтовая дорога. Имеется: продовольственный магазин, электричество, водопровод.

## История
Село относилось к Алексинскому уезду Тульской губернии.
Каменный храм в честь Казанской Божией Матери построен в 1817 году на средства жены гвардии поручика Е.П. Бутурлиной. Храм был устроен вместо прежнего деревянного храма, на месте которого была впоследствии установлена часовня.

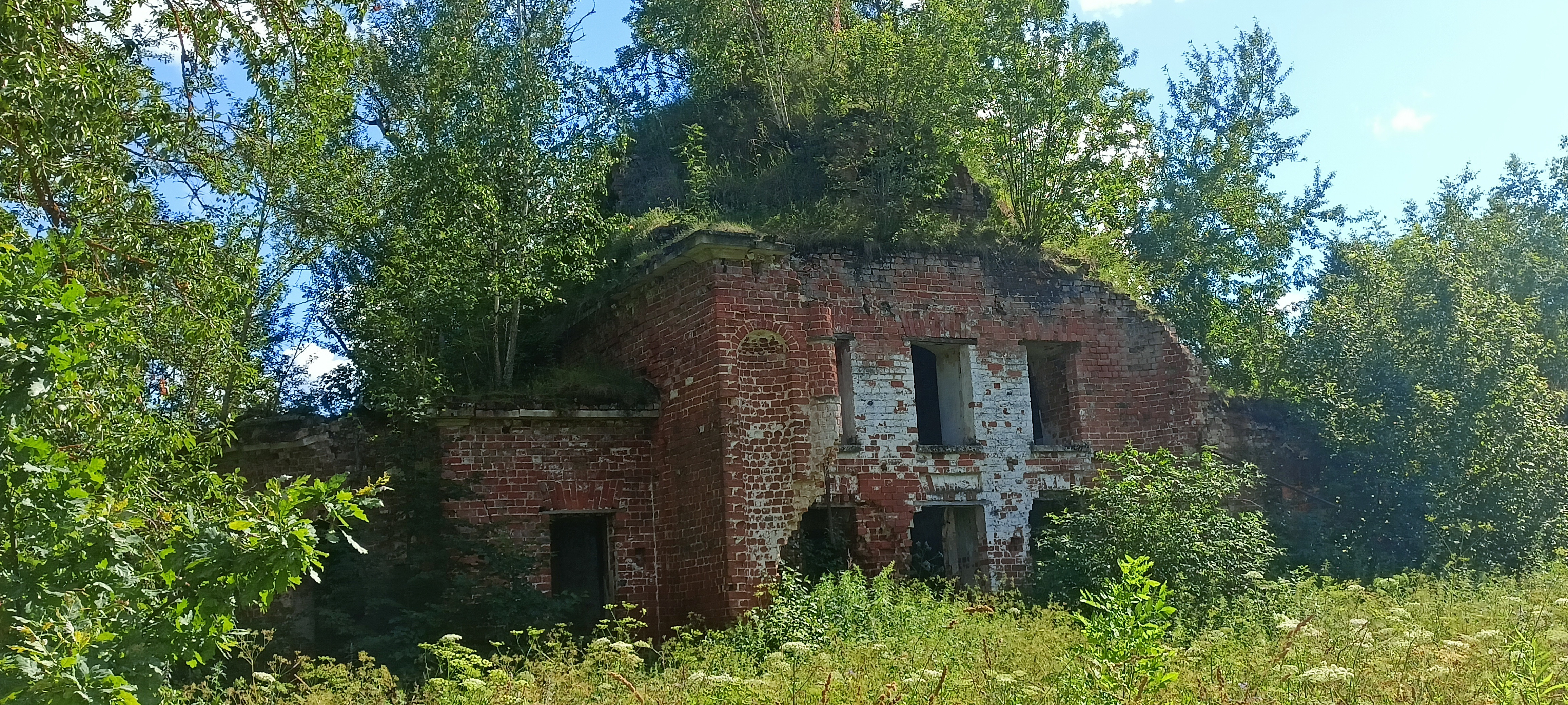
Казанская церковь, с. Турино

Кирпичная одно престольная церковь в стиле классицизм. Двусветный четверик перекрыт купольным сводом с люкарнами, с запада к нему примыкали небольшая трапезная и колокольня. Боковые фасады украшали портики в антах.
К приходу села Турино причислялось сельцо Венюково. Всего в 1895 году было прихожан 360 человек мужского пола и 380 женского. Имелось церковной земли: усадебной — 3 десятины, полевой и сенокосной — 29 десятин, под болотом и неудобной земли — 4 десятины.
Церковь закрыта в 1930-х годах. В настоящее время заброшена и находится в аварийном состоянии.
В 2010 году в населённом пункте проживало 10 жителей.